# Cheat the Gallows
Cheat the Gallows (ontloop de galg) is het derde muziekalbum van de Amerikaanse muziekgroep Bigelf. Het album is opgenomen in Noord Hollywood. De muziek is moeilijk te omschrijven. Bigelf schakelt op dit album steeds tussen diverse muziekstijlen. Progressieve rock, metal (zoals Black Sabbath), hardrock (zoals Uriah Heep) en Beatles-achtige muziek komen voorbij en vloeien in elkaar over, zonder dat je je ervan bewust bent, dat de muziekstijlen enorm verschillen. Ook Pink Floyd-invloeden zijn hoorbaar. De heren staan op de hoes als Alice Cooper in zijn beste dagen. Op de binnenhoes is een afbeelding van De val van de opstandige engelen van Pieter Bruegel de Oudere te vinden. Money It's Pure Evil werd uitgebracht op single.

## Musici
- Damon Fox – synthesizers, mellotron, Hammondorgel, zang
- Ace Mark – gitaar
- Duffy Snowhill – basgitaar
- Steve Frothingham ("Froth") – slagwerk

Met assistentie van:
- Linda Perry – zang
- Seth von Paulus – zang
- The Gallows Orchestra - strijkorkest
- The Section Quartet - strijkkwartet

## Composities

De val van de opstandige engelen
Bruegel

Alle composities van Damon Fox, behalve waar aangegeven:
- Gravest Show On Earth (5:00) (Fox, A.H.M. Butler-Jones),
- Blackball (7:02)
- Money, It’s Pure Evil (3:18)
- The Evils Of Rock & Roll (6:37) (Fox,Butler-Jones, Mark, Snowhill, Frothingham, John Scaglione)
- No Parachute (3:43)
- The Game (5:11) (Fox, Richard Anton)
- Superstar (3:46) (Fox, Anton)
- Race With Time (4:28) (Fox, Mark, Snowhill, Frothingham)
- Hydra (6:23)
- Counting Sheep (11:20)